# Sông Vodopadnaya

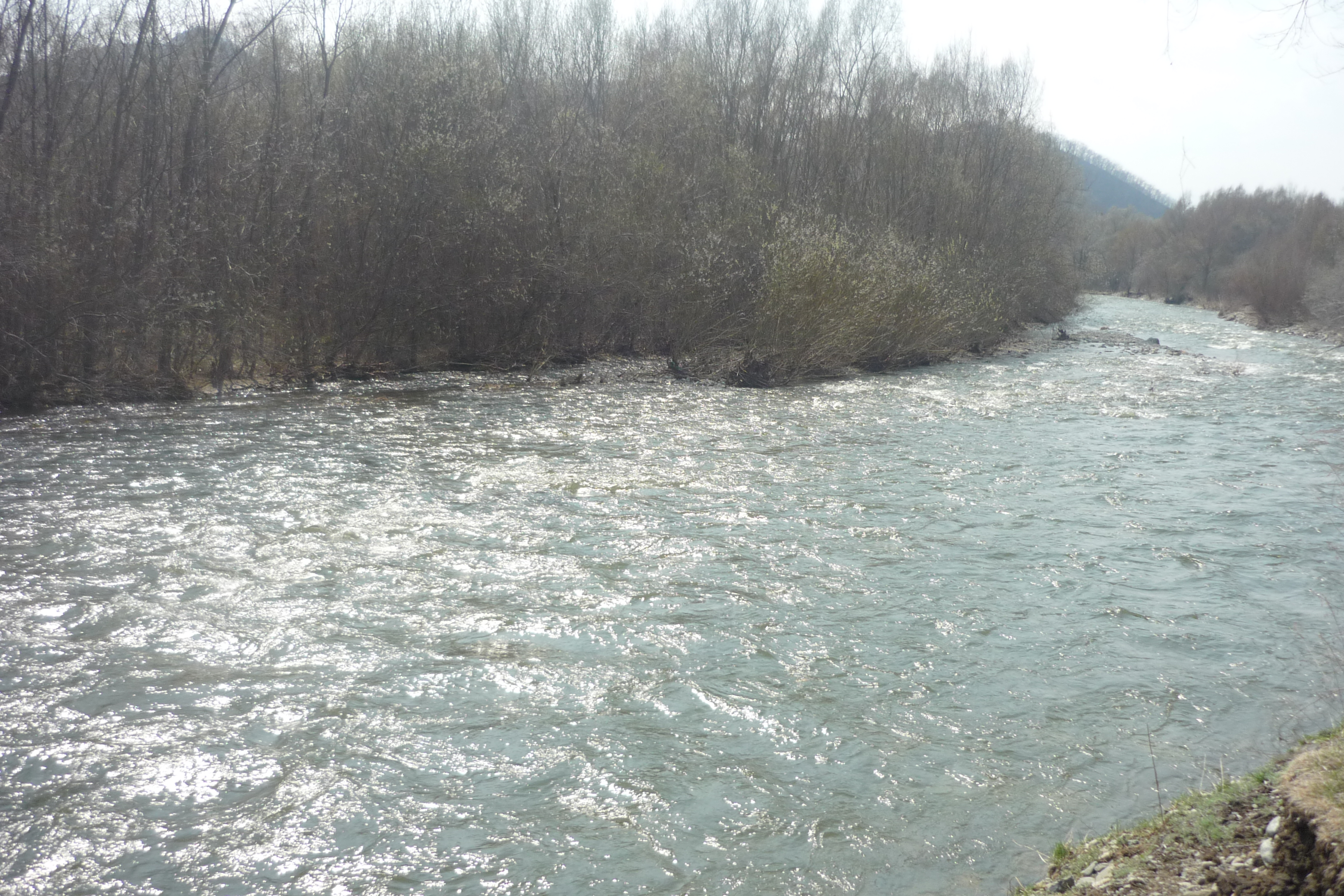
Sông Vodopadnaya gần cửa sông.

Vodopadnaya (tiếng Nga: Водопадная, nghĩa là sông thác nước) là một sông tại vùng Primorsky của Nga.
Sông có chiều dài 36 km, diện tích lưu vực là 191 km². Cửa sông nằm tại Nikolayevka và khởi nguồn ở phía nam Sikhote-Alin (1337 mlm). Đây là một chi lưu tả ngạn của sông Partizanskaya.